# Santa Oranna
Santa Oranna fu, secondo la tradizione, una donna cristiana vissuta nel VI secolo. È venerata come santa dalla Chiesa cattolica, che la celebra il 15 settembre; il suo culto è vivo in particolare nelle regioni della Mosella (Francia) e della Saarland (Germania).

## Agiografia
Esistono numerose versioni della leggenda di santa Oranna, nelle quali la sua storia è raccontata assai diversamente; gli unici elementi comuni sono il fatto che fosse sorda, e che evangelizzò la zona tra i fiumi Saar e Mosella nel VI secolo; morì di cause naturali e venne sepolta nella chiesa di Eschweiler, insieme con una sua compagna di nome Cirilla. Il nome della santa è documentato anche come Oranda, Orande, Oranne e Othranna, ed è forse riconducibile al termine irlandese oran, "pallido", "cupo", "sbiadito" (lo stesso da cui deriva il nome irlandese Odhrán).
Riguardo alle sue origini, si dice che fosse una principessa irlandese o scozzese, oppure che fosse la sorella di san Vendelino, o ancora la figlia di un duca di Lorena. Secondo una leggenda incontrò un nobiluomo franco sordo che andava a caccia, e pregando per lui guarì la sua sordità; un'altra storia narra che, per permetterle di evitare un giovanotto che si era innamorato di lei (e che voleva sposarla, distogliendola quindi dalla sua opera evangelizzatrice), la vegetazione circostante crebbe enormemente, separandola da lui.

## Culto

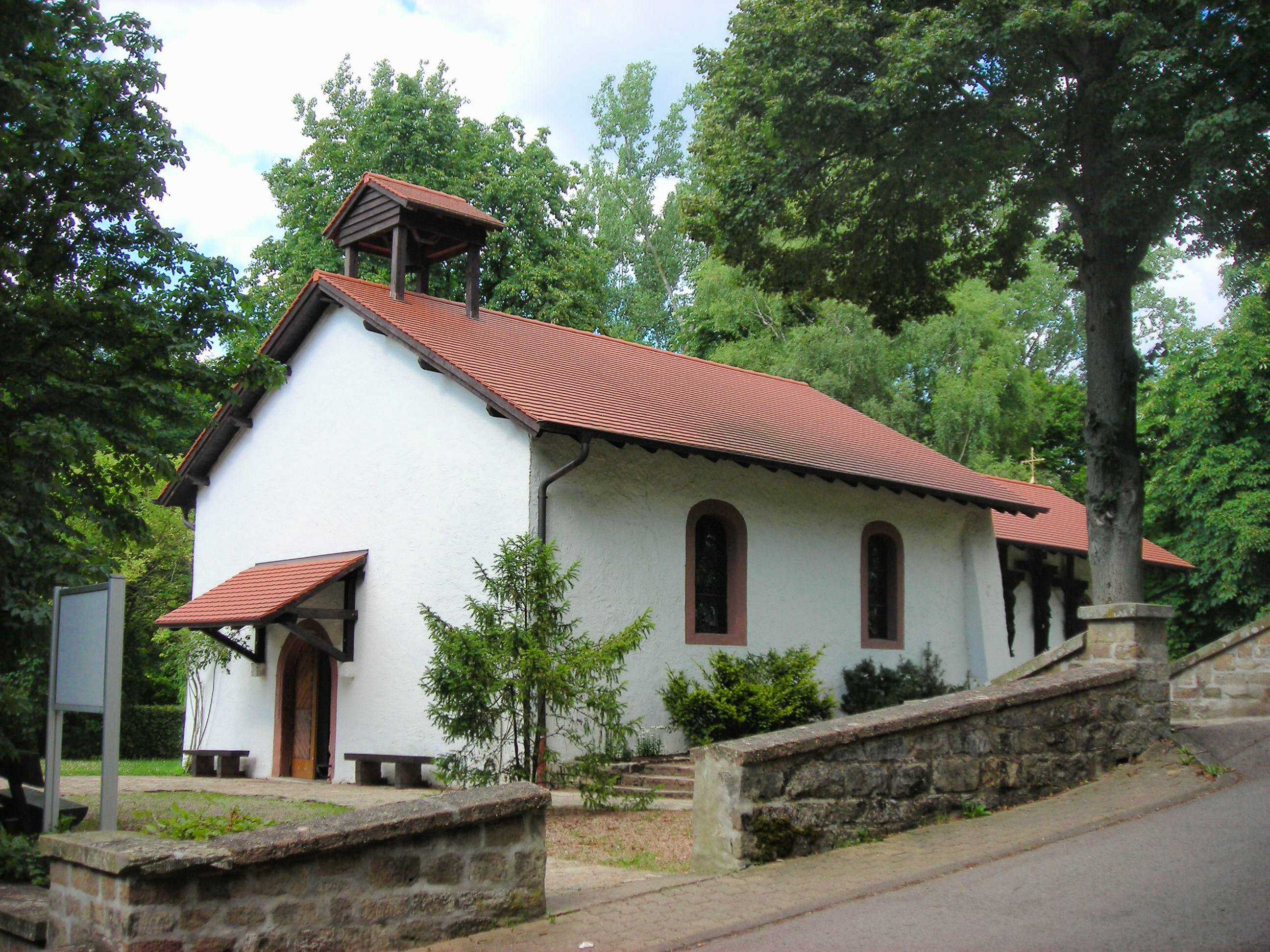
La cappella di Santa Oranna presso Berus

Il 3 maggio 1488 le reliquie della santa vennero poste in un reliquiario; il 17 settembre 1719 vennero traslate presso la chiesa di San Martino a Berus (comune di Überherrn), e nel 1784 vennero infine spostate nella cappella dedicata alla santa situata sempre presso Berus. Durante la rivoluzione francese vennero nascoste in una vicina foresta, per essere ricollocate nel 1814 nella cappella, che nel frattempo era stata ricostruita; anche durante la seconda guerra mondiale furono messe al sicuro, spostandole prima a Lebach, e quindi nella chiesa di San Luigi a Saarlouis, da cui fecero ritorno il 22 settembre 1969.
La santa è commemorata il 15 settembre, e un pellegrinaggio tradizionale presso la sua cappella viene compiuto il lunedì dopo la terza domenica di settembre. È patrona delle persone sorde, ed è invocata contro tutti i problemi dell'udito e contro le vertigini; nella zona di Berus è invocata dalle ragazze per trovare un buon marito (nelle preghiere tradizionali si implora che non sia un ubriacone, un bullo o un rosso di capelli).